# Upper Killay
Pour les articles homonymes, voir Killay.
Upper Killay (en anglais) ou Cilâ Uchaf (en gallois) est une communauté de la cité et comté de Swansea, au pays de Galles.

## Géographie
Upper Killay est situé à 8 km à l'ouest du centre-ville de Swansea, juste à l'ouest de Killay.

## Démographie
Au recensement de 2011, la communauté d'Upper Killay comptait 1 331 habitants.